# Letov LF-107 Luňák
O Letov LF-107 Luňák é um planador checoslovaco de assento único, construído inteiramente de madeira e projetado especialmente para treinamentos acrobáticos.

## História
O primeiro protótipo do XLF-107 (matrícula OK-8730) foi criado em 1948 na Letov por um grupo liderado pelo projetista Vladimír Štros. O primeiro voo foi realizado pelo piloto de teste Jan Anderle em 25 de junho de 1948. Entre 1950 e 1951, um total de 75 aeronaves foram construídas. O LF-107 Luňák é um dos mais populares planadores de sua época e, até 2014, várias aeronaves atualizadas permaneciam em operação na Europa.

## Projeto
A fuselagem era de construção do tipo "meia-concha", com a parte dianteira coberta de uma folha de metal dobrável. O painel padrão vinha equipado com um velocímetro que marcava até 400 km/h (216 kn), um altímetro que marcava até 10 000 m (32 800 ft), um variômetro com uma variação de ± 5 m/s, uma bússola, um inclinômetro e um tacômetro elétrico. A asa com o clássico perfil NACA 23012-15 era coberta com madeira compensada. Os flaps e o leme eram cobertos de tela. Os freios aerodinâmicos de metal ficavam localizados a cerca de 60 por cento da envergadura da asa. Um elemento distinto de design é a cabine elevada em forma de gota, feita de vidro orgânico, que dá ao piloto uma excelente visão. A cabine de pilotagem abria para trás e podia ser aberta em voo. O planador vinha equipado com um trem de pouso sem freio de baixa pressão e uma espora de aço suspensa por um bloco de borracha.